# ليثيوم
الليثيوم هو عنصر كيميائي رمزه Li وعدده الذري 3. يقع الليثيوم في الجدول الدوري ضمن عناصر الدورة الثانية وفي المجموعة الأولى كأوّل الفلزّات القلويّة. الليثيوم النقي هو فلزّ ذو لون أبيض فضّي، وهو ليّن وخفيف، حيث أنّه الفلزّ الأقلّ كثافة بين العناصر الكيميائيّة الصلبة وذلك في الظروف القياسيّة من الضغط ودرجة الحرارة.
نتيجة النشاط الكيميائي الكبير لعنصر الليثيوم فهو لا يوجد في الطبيعة بصورته الحرّة، لذلك يحفظ عادةً ضمن وسط من زيت معدني. عند درجة حرارة الغرفة وفي وسط جاف تماماً يبقى الليثيوم لفترة طويلة نسبياً قبل أن يتحول إلى نتريد الليثيوم نتيجة تفاعله مع نيتروجين الهواء. وفي الوسط الرطب يتشكّل على سطح الليثيوم النقي طبقة رماديّة من هيدروكسيد الليثيوم. كغيره من الفلزّات القلويّة يتفاعل الليثيوم بعنف مع الماء.
يوجد الليثيوم بآثار قليلة على شكل أملاح في المياه المعدنيّة وكذلك في جسم الإنسان، مع ضرورة الإشارة إلى أنّه لا ينتمي إلى فئة المغذّيات الضروريّة الأساسيّة، إذ لا توجد له أهميّة حيويّة. بالمقابل، فإنّ لبعض أملاح الليثيوم مثل الكربونات أثر طبي وتستخدم ضمن العلاج بالليثيوم لاضطرابات عصبيّة نفسيّة مثل الهوس والاكتئاب والاضطراب ثنائي القطب. لليثيوم العديد من التطبيقات التقنيّة المهمّة، أشهرها دخوله في صناعة بطاريات الليثيوم المختلفة التي تستعمل لمرة واحدة بالإضافة إلى بطارية ليثيوم-أيون القابلة للشحن.

## التاريخ

### الاكتشاف وأصل التسمية

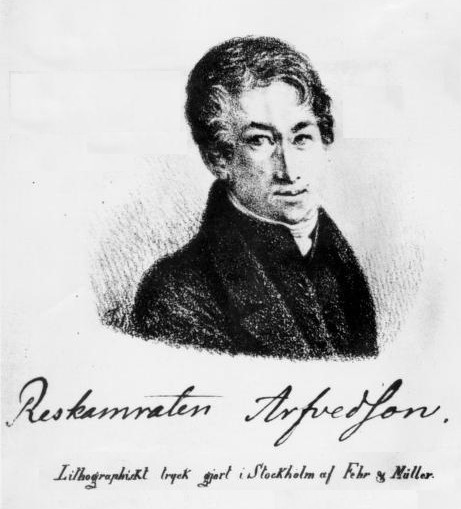
يوهان آوغست أرفيدسون، مكتشف عنصر الليثيوم.

عام 1800 اكتشف البرازيلي جوزيه بونيفاسيو دي أندرادا معدن البيتاليت LiAlSi4O10 في منجم في جزيرة أوتو السويدية. إلّا أنّ تركيب هذا المعدن لم يُعرف حتّى عام 1817 عندما قام الكيميائي يوهان آوغست أرفيدسون باكتشاف وجود عنصر جديد في المعدن أثناء إجراء تجاربه عليه في مختبر بيرسيليوس. على الرغم من أنّ عنصر الليثيوم يشكّل مركّبات مشابهة للصوديوم والبوتاسيوم، إلّا أنّ الكربونات والهيدروكسيد عند الليثيوم لها انحلالية أقلّ في الماء وهي أكثر قلويّة. سمّى بيرسيليوس المادة القلويّة المترسّبة باسم ليثيون lithion، وذلك من الكلمة الإغريقية λιθoς (ليثوس) والتي تعني الحجر، وذلك للإشارة إلى المعدن الصلب، كما سمّى الفلز المكتشف ليثيوم. أظهر أرفيدسون فيما بعد وجود نفس الفلز في معادن أخرى مثل الإسبودومين والليبيدوليت.
في عام 1818، كان العالم كريستيان غميلين أوّل من لاحظ أنّ أملاح الليثيوم تعطي لوناً أحمر زاهي للهب. على الرغم من الاكتشافات التي تمّ التوصّل لها، إلاّ أنّ كلّاً من أرفيدسون وغميلين لم يتمكّنا من عزل عنصر الليثيوم النقي من أملاحه. ولم يحدث ذلك إلا عام 1821، عندما تمكّن وليام توماس بريند من الحصول على الليثيوم النقي بإجراء عملية تحليل كهربائي لأكسيد الليثيوم، وهي العمليّة نفسها التي قام بها همفري ديفي للحصول على الفلزّات القلويّة كالصوديوم والبوتاسيوم من أملاحها. قام بريند أيضاً بوصف أملاح نقيّة لليثيوم مثل الكلوريد وقدّر بأن الليثيا (أكسيد الليثيوم) يحوي حوالي 55% من الفلز، معتبراً بذلك أن الوزن الذرّي لليثيوم هو حوالي 9.8 غ/مول، في حين أنه فعلياً 6.94 غ/مول. بنفس الأسلوب، تمكّن روبرت بنسن وأوغوستوس ماتيسن سنة 1855 من إنتاج كمّيّات كبيرة من الليثيوم تكفي لدراسة خواصه وذلك بإجراء عملية تحليل كهربائي لكلوريد الليثيوم. هذه العملية فتحت الباب للإنتاج التجاري من الليثيوم، عندما قامت الشركة الألمانية للمعادن Metallgesellschaft AG عام 1923 بإنتاج الليثيوم من التحليل الكهربائي لمزيج من كلوريد الليثيوم وكلوريد البوتاسيوم.
في عام 1917، تمكّن العالم فيلهلم شلينك من اصطناع أول مركب عضوي لليثيوم وذلك من مركبات عضويّة للزئبق.

### الإنتاج والتطبيقات
مرّ إنتاج واستخدام الليثيوم بمراحل عدّة خلال التاريخ الحديث. ويذكر أن أوّل تطبيق لليثيوم كان استخدامه في إنتاج صابون الليثيوم الذي استخدم في تشحيم محرّكات الطائرات وتطبيقات مشابهة في الحرب العالميّة الثانيّة. ما ميّز استخدام هذه الصوابين في هذه التطبيقات أنّ صابون الليثيوم له نقطة انصهار عالية مقارنةً مع صوابين الفلزّات القلويّة الأخرى، كما أنّها ذات تأثير أكّال أقلّ مقارنةً مع الصوابين المعتمدة على الكالسيوم.
ازداد الطلب على إنتاج الليثيوم أثناء الحرب الباردة نتيجة سباق التسلح النووي. يُستخدم نظيرا الليثيوم ليثيوم-6 وليثيوم-7 في إنتاج التريتيوم، وذلك عندما تتعرّض للقذف من النيوترونات. كانت الولايات المتحدة الأمريكية المنتج الأول لليثيوم بين أواخر الخمسينات حتّى منتصف الثمانينات من القرن العشرين. كان حوالي 75% من الإنتاج من ليثيوم-6 على شكل هيدروكسيد الليثيوم، والذي كانت كمّيّته تقدّر بحوالي 42 ألف طن. كان لهذه الكمية من ليثيوم-6 تأثير على نسبة نظائر الليثيوم في الطبيعة عند الحاجة إلى إجراء عمليّة تقييس لمعرفة الوزن الذري لليثيوم، وذلك في العديد من المركّبات ذات التطبيق الصناعي أو حتّى في الطبيعة، عند استخدام مثل هذه الأملاح في الإجراءات الكيميائيّة، حيث يمكن أن تُحدث تلوّث للمياه الجوفيّة.
استخدم الليثيوم فيما سبق لتخفيض درجة انصهار الزجاج ولتحسين سلوك الانصهار لأكسيد الألومنيوم في عمليّة هول-هيرو. كان هذان التطبيقان هما المسيطران على سوق الليثيوم حتّى منتصف التسعينات. انخفضت أسعار الليثيوم بعد انخفاض الطلب عليه بعد توقّف سباق التسلح النووي، وقيام الدول المنتجة ببيع الكمّيّات المخزّنة للسوق بأسعار مخفّضة.
بعد ظهور استخدام الليثيوم في صناعة البطاريّات، ازداد الطلب عليه مجدّداً، حيث كان هذا المجال هو المسيطر على السوق عام 2007. بالإضافة إلى ذلك، طُوّرت طرق لإنتاج الليثيوم وذلك بالاستخراج من المحاليل المركّزة للأملاح، وظهرت شركات جديدة لتلبّي هذا الطلب.

## الوفرة الطبيعية

### على الأرض

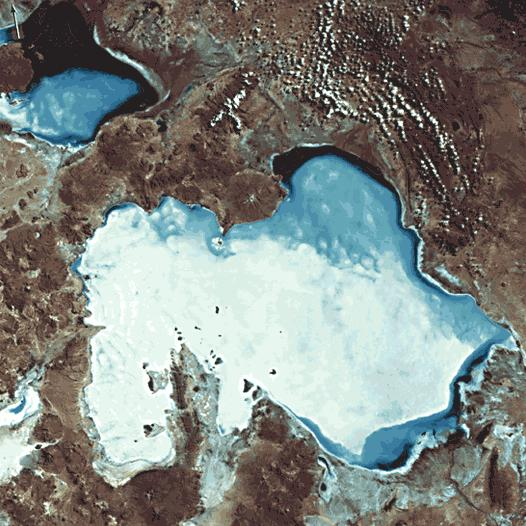
منجم سالار دو أويوني في بوليفيا الذي يستخرج منه الليثيوم

على الرغم من أنّ الليثيوم واسع الانتشار على الأرض، إلّا أنّه لا يوجد بصورته الحرّة نتيجة نشاطه الكيميائي الكبير. يوجد الليثيوم على شكل أملاح في مياه البحار بنسبة تركيز ثابتة تتراوح بين 0.14 إلى 0.25 جزء في المليون (ppm)، بحيث أنّ الكمّيّة الكلّيّة تقدّر بحوالي 230 بليون طن. يمكن أن تزيد هذه النسبة بالقرب من المنافس الحراريّة المائيّة إلى حوالي 7 أجزاء في المليون.
على الرغم من وفرته النسبية، فإنّ الليثيوم غالباً ما يوجد بتراكيز ضئيلة، إن كان في المحاليل الملحية المركزة أو في معادنه، ممّا يصعّب من مهمة الحصول عليه. تقدّر نسبة الليثيوم في القشرة الأرضية بحوالي 20 إلى 70 جزء في المليون وزناً. وهو بذلك يوجد في القشرة الأرضية بنسية أقلّ من الزنك والنحاس والتنغستن، ولكن بنسبة أكبر من الكوبالت والقصدير والرصاص. يدخل الليثيوم في تركيب الصخور الناريّة، ويكون أكثر تركيزاً في الغرانيت، بالإضافة إلى صخور البيغماتيت الغرانيتيّة، والتي توفّر كمّيّة معتبرة من المعادن الحاوية على الليثيوم مثل الإسبودومين والبيتاليت. يُحصل أيضاً على الليثيوم من الليبيدوليت، والأمبليغونيت، ومؤخّراً من وحل الهكتوريت. عند نسبة مقدارها 20 مغ لكل كيلوغرام واحد، فإنّ الليثيوم يقع ترتيبه في المركز الخامس والعشرين من حيث ترتيب العناصر في القشرة الأرضيّة.
يتوفّر الليثيوم بكمّيّات جيّدة في منجم سالار دو أويوني في بوليفيا، وذلك بكمّيّات تقدّر بحوالي 5.4 مليون طن. حسب تقديرات الماسح الجيولوجي الأمريكي عام 2010، فإنّ تشيلي تملك أكبر احتياطي من الليثيوم، والذي يقدّر بحوالي 7.5 مليون طن. تعدّ أستراليا والأرجنتين والصين من الدول التي تحوي كمّيّات وفيرة من هذا الفلزّ. كما تعد كندا وروسيا والولايات المتحدة الأمريكية من الدول الحاوية على كمّيّات من خامات الليثيوم. في عام 2010، جرت عمليّات كشف جيولوجيّة في بحيرات ملحيّة جافّة غربي أفغانستان، بالإضافة إلى موقع في ولاية غزني الأفغانيّة، حيث يقدّر وجود كمّيّات معتبرة من فلز الليثيوم. توجد كميات معتبرة أيضاً من الليثيوم في صربيا، ويمثل الموقع في منطقة جادار أكبر منجم لهذا العنصر في أوروبا؛ كما تخطط شركة أرامكو بالتعاون مع شركة معادن لتنفيذ مشاريع لاستخراج الليثيوم في المملكة العربية السعودية بحلول عام 2027.

### في الكون
حسب النظريّات الكونيّة الحديثة، فإنّ الليثيوم بنظيريه الثابتين ليثيوم-6 و ليثيوم-7 كان أحد ثلاث عناصر تشكّلت بعد الانفجار العظيم. رغم ذلك، فإنّ نسبة الليثيوم في الكون أقلّ من عنصري الهيدروجين والهيليوم، وذلك مثل العناصر الخفيفة الأخرى كالبيريليوم والبورون، وذلك نتيجة انخفاض الحرارة اللازمة لإفنائه، ولعدم توفّر عمليّات تخليق جديدة له.
وجد أنّ النجوم الأقدم تستهلك الليثيوم وتنقله إلى داخلها حيث تفنيه. يالمقابل، فإنّه في النجوم الأحدث تحدث عملية تحوّل لليثيوم إلى ذرّتي هيليوم نتيجة الاصطدام مع بروتون عند درجات حرارة تتجاوز 2.4 مليون درجة سلسيوس. ولكن رغم ذلك، فإنّ الليثيوم في النجوم الأحدث له وفرة أكبر منه في النجوم الأقدم، وذلك لأسباب لا يزال البحث مستمّراً لإيجاد تفسير لهذه الظاهرة.
يوجد الليثيوم أيضاً في الأقزام البنيّة، وهي نجوم هزيلة ذات حرارة أقلّ من أقرانها، وذلك على العكس من نجوم الأقزام الحمراء الأكثر سخونة، والتي تقوم بإفناء الليثيوم. بناءً على ذلك، يمكن إجراء ما يدعى اختبار الليثيوم للتمييز بين الاثنين، خاصّة أنّ كليهما أقلّ حجماً من الشمس. وجد أيضاً أن بعض النجوم البرتقاليّة تحوي تراكيز عالية من الليثيوم.

### في الأحياء
يوجد الليثيوم بكمّيّات نزيرة في العديد من النباتات واللافقاريات بتراكيز تتراوح بين 69 إلى 5760 جزء في البليون، في حين أن تركيزه في الفقاريات أقلّ من ذلك، حيث أن التركيز فبها يتراوح بين 21 إلى 763 جزء في البليون. بشكل عام، فإن الأحياء البحرية تحوي نسبة أكثر من الليثيوم مقارنة مع الأحياء على اليابسة. لا يعرف للآن إن كان لليثيوم دوراً حيوياً في هذه الكائنات، إلاّ أنّ الدراسات الغذائيّة عند الثدييات أظهرت أهميّته بالنسبة للصحّة، بحيث ظهرت اقتراحات بجعل الليثيوم لهذه الكائنات أحد العناصر النادرة الأساسيّة، وقدرّت الكمية المنصح بإعطائها بحوالي 1 مغ في اليوم. يوجد الليثيوم طبيعيّاً في مياه الشرب وفي بعض المغذّيات، مثل اللحم والسمك والبيض ومشتقات الحليب. على سبيل المثال، فإنّ كل 100 غرام لحم حيواني تحوي 100 ميكروغرام ليثيوم. أظهرت دراسة في اليابان عام 2011 احتماليّة وجود علاقة بين طول عمر عيّنة من الأشخاص مع وجود نسبة طبيعيّة من الليثيوم في مياه الشرب.

## الإنتاج والتحضير
يُحصل على الليثيوم بفصله من معادنه مثل إسبودومين وبيتاليت وليبيدوليت وذلك عن باقي الفلزّات الأخرى الداخلة في تركيبها. كما يحصل على أملاحه من البحيرات الملحيّة ومن الينابيع المعدنيّة ومن الترسّبات الملحيّة.
يُحضّر الليثيوم من محاليله الملحيّة (غالباً على شكل كلوريد الليثيوم) بإجراء عمليّة تبخر للماء وبإضافة كربونات الصوديوم (الصودا). يوضع المزيج في أحواض وتعرّض لأشعة الشمس لرفع التركيز بحيث نحصل على راسب من كربونات الليثيوم.
{\displaystyle \mathrm {2\ LiCl\ +Na_{2}CO_{3}\ \longrightarrow \ Li_{2}CO_{3}\downarrow +\ 2\ NaCl} }
يعدّ كربونات الليثيوم الشكل الصلب الشائع الذي يحصل عليه من المناجم ويعرض في السوق العالمية. للحصول على الشكل الفلزّي من الليثيوم تجرى عملية تحليل كهربائي. في البداية يعالج ملح كربونات الليثيوم بحمض الهيدروكلوريك (حمض كلور الماء) حيث يتشكّل محلول كلوريد الليثيوم ويتحرّر غاز ثنائي أكسيد الكربون في العمليّة حسب المعادلة:
{\displaystyle \mathrm {Li_{2}CO_{3}+\ 2\ H_{3}O^{+}+\ 2\ Cl^{-}\longrightarrow \ 2\ Li^{+}+\ 2\ Cl^{-}+CO_{2}\uparrow +\ 3\ H_{2}O} }
ينبغي أن تصنع المنشآت التي تجرى فيها العملية من نوع خاص من الفولاذ أو من خلائط النيكل، حيث أن محاليل الكلوريد أكّآلة. ينتج الليثيوم الفلزّي من التحليل الكهربائي لمصهور مزيج من 55% كلوريد الليثيوم و45% كلوريد البوتاسيوم عند درجة حرارة تبلغ حوالي 450 °س.
{\displaystyle \mathrm {Li^{+}+\mathrm {e} ^{-}\ {\xrightarrow[{Electolysis}]{450\,^{\circ }C}}\ Li} }
أو على الشكل التالي
{\displaystyle \mathrm {KCl+LiCl\ {\xrightarrow[{Electolysis}]{450\,^{\circ }C}}\ K+Li+Cl_{2}} }
| البلد            | الإنتاج | الاحتياطي  |
| ---------------- | ------- | ---------- |
| الأرجنتين        | 3,200   | 850,000    |
| أستراليا         | 9,260   | 970,000    |
| البرازيل         | 160     | 64,000     |
| كندا (2010)      | 480     | 180,000    |
| تشيلي            | 12,600  | 7,500,000  |
| الصين            | 5,200   | 3,500,000  |
| البرتغال         | 820     | 10,000     |
| زيمبابوي         | 470     | 23,000     |
| الإجمالي العالمي | 34,000  | 13,000,000 |

يتجمّع الليثيوم السائل على سطح الكهرل حيث يفصل فيما بعد، وفي هذه الحالة لا ينفصل البوتاسيوم لأن له كمون مسرى أقل في مصهور الكلوريد. بالمقابل، يمكن لآثار من الصوديوم أن تنفصل مع الليثيوم، ممّا يجعله أكثر فعاليّة كيميائيّة، وهذا أمر محبّذ في حال استخدام الليثيوم في الاصطناع العضوي، لكنّه غير محبّذ في حال استخدام الليثيوم في صناعة البطاريّات.
قدّر الاحتياطي العالمي من الليثيوم من الماسح الجيولوجي الأمريكي عام 2008 بحوالي 13 مليون طن. تتوافر مناجم الليثيوم بكثرة في أمريكيا الجنوبيّة وذلك من البحيرات الملحيّة عبر جبال الأنديز، حيث تعدّ تشيلي البلد الأول في قائمة منتجي الليثيوم، تليها الأرجنتين. تعدّ بوليفيا، الواقعة على السفح الشرقي من جبال الأنديز، من الدول التي لديها احتياطي كبير من الليثيوم. في عام 2009، كانت بوليفيا تفاوض دولاً مثل اليابان وفرنسا للبدء في استخراج الليثيوم من صحراء أويوني، والتي تقدّر كمّيّة الليثيوم التي تحويها بحوالي 5.4 مليون طن. يُحصل على الليثيوم في الولايات المتّحدة أيضاً من البحيرات المالحة في نيفادا، ومؤخّراً تمّ اكتشاف مواقع جديدة في وايومنغ تقدّر إنتاجيّتها بحوالي 228 ألف طن، في حين أنّ الاحتياطي قدّر بحوالي 18 مليون طن.
في عام 1998، كان سعر الكيلوغرام الواحد من الليثيوم حوالي 95 دولار أمريكي. بعد الأزمة العالمية عام 2008، قام مزوّدو الليثيوم الرئيسيّون مثل شركة Sociedad Química y Minera بتخفيض سعر ملح كربونات الليثيوم بمقدار 20%. إنّ الاستهلاك العالمي من الليثيوم في ازدياد نتيجة الطلب على بطاريّات الليثيوم بمعدّل 25% في السنة، لذلك فإنّه من المتوقّع أن يقفز هذا الاستهلاك العالمي من 150 ألف طن عام 2012 إلى 300 ألف طن سنوياً عام 2020.
من المصادر المحتملة لليثيوم استخدام الآبار الحراريّة الأرضيّة، حيث أن السوائل الراشحة من جوف الأرض تحمل نسب من الليثيوم، حيث أجريت عمليات استحصال عليه في هذه المواقع.

## النظائر
يتوافر الليثيوم طبيعيّاً على شكل نظيرين مستقرّين، وهما ليثيوم-6 6Li وليثيوم-7 7Li، علماً أن النظير ليثيوم-7 هو الأكثر من حيث الوفرة الطبيعية (92.5%). إنّ طاقة الارتباط النوويّة لكل نوية بالنسبة للنظيرين الطبيعيّين منخفضة مقارنةً مع العنصرين المجاورين الأخف والأثقل، أي الهيدروجين والبيريليوم، ممّا يعني أنّ الليثيوم هو الوحيد من بين العناصر الخفيفة المستقرّة الذي يمكن أن يعطي طاقة صافية نتيجة الاندماج النووي.
هنالك سبعة نظائر مشعّة لليثيوم، أكثرها ثباتاً هو النظير ليثيوم-8 8Li، والذي له عمر نصف مقداره 838 ميلي ثانية وليثيوم-9 9Li بعمر نصف 178 ميلي ثانية. إنّ باقي النظائر المشعّة لها أعمار نصف أقل من 8.6 ميلي ثانية، أقلّها هو النظير ليثيوم-4 4Li والذي عمر النصف له يبلغ 7.6 × 10−23 ثانية.
يعدّ النظير ليثيوم-7 7Li أحد النويدات الابتدائيّة التي تشكّلت في تخليق الانفجار العظيم النووي. تنتج كمّيّات صغيرة من النظيرين ليثيوم-6 وليثيوم-7 في النجوم، لكنّها تستهلك في عمليّة تدعى احتراق الليثيوم فور إنتاجها. تنتج كمّيّات صغيرة أخرى من النظيرين ليثيوم-6 وليثيوم-7 من أثر الرياح الشمسيّة والأشعة الكونيّة على العناصر الأثقل، ومن الاضمحلال الإشعاعي لنوى نظيري البيريليوم بيريليوم-7 7Be وبيريليوم-10 10Be. ينتج النظير ليثيوم-7 7Li أيضاً في النجوم الكربونيّة.
يتجزّأ نظيري الليثيوم الطبيعيين تدريجياً من خلال عدّة عمليّات طبيعيّة، من ضمنها تشكّل المعادن (ترسيب كيميائي) والاستقلاب والتبادل الأيوني. تحلّ أيونات الليثيوم محل أيونات المغنيسيوم والحديد في معادن الغضار التي لها بنية ثمانيّة السطوح، حيث تفضّل نوى ليثيوم-6 6Li على ليثيوم-7 7Li، ممّا يؤدي إلى تخصيب النظير الأخف في هذه المعادن وفي الصخور التي تحويها.
كان إنتاج الأسلحة النوويّة أحد المصادر الرئيسيّة لعمليّة تجزئة النظائر الاصطناعيّة، حيث كان يحتفظ بالنظير الأخفّ ليثيوم-6 لتطبيقات صناعيّة وعسكريّة إلى حدٍّ أثّر على نسبة التوزّع الطبيعيّة بين النظيرين 6Li إلى 7Li. أدّت هذه الظاهرة إلى حدوث عدم يقين في تقييس الوزن الذري لليثيوم، حيث أنّ قيمة الوزن الذري تعتمد على التوزّع الطبيعي للنظائر في مصادر الليثيوم المعدنيّة المتوفّرة تجاريّاً.
ينتج نظير الليثيوم 7Li يكمّيّات صغيرة في المحطّات النوويّة من تفاعل النظير بورون-10 10B مع النيوترونات  حسب التفاعل النووي:
{\displaystyle \mathrm {\,_{\ 5}^{10}B+n\rightarrow \,_{3}^{7}Li+\,_{2}^{4}He+\gamma } }
إنّ النظير ليثيوم-7 عيارة عن بوزون، في حين أنّ النظير ليثيوم-6 هو فرميون. جرى مؤخّراً التوصّل إلى تحضير جزيئات من النظير ليثيوم-6 في حالة الميوعة الفائقة.
يمكن فصل نظائر الليثيوم عن بعضها باستخدام تقنية فصل النظائر بالليزر للبخار الذري.

## الخواص الفيزيائية

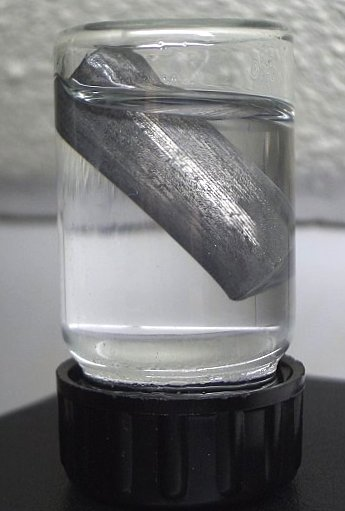
الليثيوم يطفو في الزيت

يتميّز الليثيوم بأنّ كثافته منخفضة، إذ أنّه هو الأخف وزناً من جميع العناصر الأخرى الصلبة في درجة حرارة الغرفة، حيث تصل كثافته إلى 0.534 غ/سم3
هذه الكثافة المنخفضة لليثيوم مقاربة لكثافة خشب الصنوير، وهي أقلّ بحوالي 60% من العنصر التالي من حيث ترتيب الكثافة (البوتاسيوم والذي كثافته 0.862 غ/سم3)، حتّى أنّها أقلّ من كثافة النيتروجين السائل (0.808 غ/سم3). يمكن لليثيوم أن يطفو في الزيوت الهيدروكرونيّة، وهو مع الصوديوم والبوتاسيوم أحد ثلاثة فلزّات، والتي يمكن أن تطفو على سطح الماء. بالإضافة إلى ذلك، فإنّ الليثيوم طري جداً، بحيث يمكن قطعه بسكّين، ويكون مقطعه ذو لون أبيض فضي، والذي يتحوّل مباشرةً إلى اللون الرمادي نتيجة الأكسدة. تبلغ نقطة انصهار الليثيوم حوالي 180°س، وهي، رغم انخفاضها بالنسبة للفلزّات الصلبة، فإنّها بذلك أعلى نقطة انصهار بين الفلزّات القلويّة.
إنّ معامل التمدّد الحراري لليثيوم هو حوالي ضعف قيمته بالنسبة للألومنيوم وحوالي أربعة أضعاف للحديد. إنّ لليثيوم أعلى قيمة سعة حراريّة نوعيّة لأيّ عنصر صلب، حيث تبلغ قيمتها 3.58 كيلوجول لكل كيلوغرام-كلفن. يصبح لليثيوم موصليّة فائقة دون 400 ميكروكلفن عند الضغط النظامي، وعند ضغوط مرتفعة (أكثر من 20 غيغاباسكال) فإنّ الموصليّة الفائقة يُحصل عليها بدرجات حرارة حوالي 9 كلفن. مثل باقي الفلزات فإنّ الليثيوم له ناقليّة كهربائيّة جيّدة، وهي تعادل 18% من ناقليّة النحاس.
إنّ الليثيوم كباقي الفلزّات القلويّة له بنية بلّوريّة مكعّبة مركزية الجسم، له الزمرة الفراغيّة m3m وثابت الشبكة البلّوريّة له يبلغ 351 بيكومتر. عند 4.2 كلفن، فإنّ الليثيوم لديه بنية حسب النظام البلوري الثلاثي، وعند درجات حرارة أعلى من ذلك يتحول إلى نظام بلّوري مكعّب الوجه، ومنه إلى نظام بلّوري مكعّب مركزي الجسم. أظهرت دراسة أنّه يمكن الحصول على عدة أشكال متآصلة من الليثيوم عند ضغوط مرتفعة. على الرغم من أن المغنيسيوم يتبلور في النظام البلّوري السداسي فإنّ الليثيوم يمكن أن تحدث له بلورة مشتركة مع المغنيسيوم بحيث تحصل خليطة للفلزّين.

طول الرابطة في ثنائي الليثيوم.

يبدي أيون الليثيوم أعلى حرارة إماهة من بين الفلزّات القلويّة الأخرى (−520 كيلوجول/مول)، بذلك فإنّ أيون الليثيوم في الماء يتميّه بالكامل، ويجذب إليه جزيئات الماء. يشكّل أيون الليثيوم كرتي إماهة حوله، واحدة داخليّة مكوّنة من أربع جزيئات ماء، والتي تكون ذرات الأكسجين فيها مرتبطة بشكل قوي بأيون الليثيوم، ومن كرة إماهة خارجيّة، والتي تتشكّل عن طريق جسور هيدروجينيّة بين جزيئات ماء إضافيّة وبين كرة الإماهة الداخليّة +Li[H2O]4، بالتالي يكون نصف القطر الأيوني للأيون المميّه كبير، وذلك بشكل أكبر حتى من أيونات الفلزّات القلويّة الثقيلة مثل الروبيديوم والسيزيوم.
إنّ الليثيوم في الحالة الغازية يكون ليس فقط على شكل أحادي الذرة، إنّما أيضاً على شكل ثنائي الذرة يدعى ثنائي الليثيوم Li2. تكون الرابطة المتشكّلة ذات صفة مدار ذري من النمط s، والتي تكون ذات طاقة منخفضة ملائمة. يبلغ طول الرابطة في ثنائي الليثيوم 267.3 بيكومتر، وله طاقة ارتباط مقدارها 101 كيلوجول/مول. يظهر الليثيوم في حالته الغازية خواص مغناطيسية حديدية وذلك تحت شروط خاصة معينة.

## الخواص الكيميائية
كبقية الفلزّات القلويّة فإنّ الليثيوم لديه إلكترون تكافؤ وحيد، والذي يمكن بسهولة التخلّي عنه والتحوّل إلى كاتيون. لذلك، فإنّ الليثيوم نشيط كيميائيّاً مقارنةً مع باقي العناصر الكيميائيّة، رغم أنّه أقلّ الفلزّات القلويّة من حيث النشاط الكيميائي، بسبب قرب الإلكترون التكافؤي لليثيوم من النواة، إذ أنّه كلّما كبر قطر الذرّة كلّما سهل التخلّي عن الإلكترون التكافؤي في المدار الأخير.
يتفاعل الشكل الفلزّي النقي منه مع الماء بشكل ناشر للحرارة، بحيث يتحرر غاز الهيدروجين ويتشكّل هيدروكسيد الليثيوم في المحلول. إنّ لليثيوم خاصّيّة تميّزه عن باقي الفلزّات القلويّة وهي تفاعله مع النيتروجين الجزيئي ليشكّل نتريد الليثيوم، وذلك حتّى في درجة حرارة الغرفة.
{\displaystyle \mathrm {6\ Li\ +N_{2}\ {\xrightarrow {20\,^{\circ }C}}\ 2\ Li_{3}N} }

أهم التفاعلات الكيميائية التي يقوم بها الليثيوم.

تعود هذه الخاصّيّة إلى ارتفاع كثافة الشحنة لأيونات +Li، وبالتالي نتيجة طاقة الشبكة البلّوريّة العالية لنتريد الليثيوم. بذلك يعدّ الليثيوم الفلزّ الوحيد الذي يتفاعل مع النيتروجين في الشروط العاديّة.
لمنع تفاعل الليثيوم مع الوسط المحيط الرطب ينبغي حفظه بطبقة من الهيدروكربونات مثل الفازلين، في حين أنّ باقي الفلزّات القلويّة تحفظ في الكيروسين وفي زيت البرافين، وذلك لانخفاض كثافة الليثيوم وصعوبة غمره في السوائل الهيدروكربونية. يشتعل الليثيوم النقي ويحترق عند تعرضه لأكسجين الهواء وعند التماس مع الماء أو الرطوبة.
يتفاعل فلز الليثيوم مع غاز الهيدروجين عند درجات حرارة مرتفعة ليشكّل هيدريد الليثيوم.
يبلغ الكمون النظامي لليثيوم −3.04 فولت، وهو بذلك له أقلّ كمون بين عناصر الجدول الدوري.
إنّ القطر الأيوني لأيون الليثيوم +Li وأيون المغنيسيوم 2+Mg متقاربين، لذلك فإنّ هناك تشابه كبير في الخواص. هذا التشابه في الخواص بين عنصرين ينتميان لمجموعتين متجاورتين في الجدول الدوري تدعى باسم العلاقة القطريّة. على هذا الأساس، فإنّ الليثيوم مثل المغنيسيوم، وعلى العكس من الصوديوم، يشكّل مركّبات عضويّة فلزّيّة. من الخواص الأخرى المتشابهة بين الليثيوم والمغنيسيوم تشكيل النتريد عند التفاعل مع النيتروجين، وتشكيل الأكسيد وفوق الأكسيد عند الاحتراق في الأكسجين، بالإضافة إلى خواص الانحلاليّة المتشابهة وعدم الثباتيّة الحراريّة لأملاح الكربونات والنتريدات.

### المركّبات الكيميائيّة

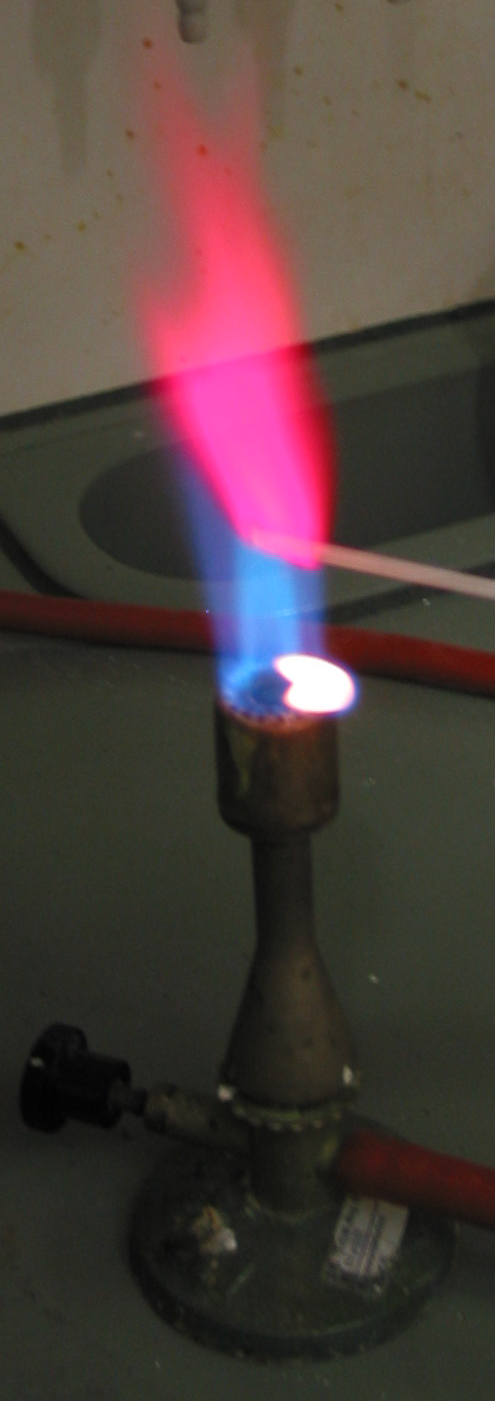
تلوّن اللهب باللون الأحمر القرمزي بسبب وجود أملاح الليثيوم.

إنّ الليثيوم مركّب نشط كيميائيّاً ويشكّل العديد من المركّبات الكيميائيّة مع اللا فلزات، حيث يكون له دائماً حالة الأكسدة +I. لهذه المركبات غالباً صفة أيونيّة، ولكن توجد هنالك صفة تساهميّة للرابطة في بعض مركّبات الليثيوم الأخرى وذلك على العكس من باقي الفلزّات القلويّة. فلذلك وعلى العكس من أملاح الصوديوم أو البوتاسيوم الموافقة، فإنّ العديد من أملاح الليثيوم تنحل بشكل جيد في المذيبات العضويّة مثل الأسيتون أو الإيثانول.
يشكّل الليثيوم الهاليدات الموافقة: فلوريد LiF وكلوريد LiCl وبروميد LiBr ويوديد الليثيوم LiI. بالإضافة إلى ذلك، يشكّل الليثيوم العديد من المركّبات اللاعضوية مثل Li2S وLiO2 وLi2C2. من مركّبات الليثيوم الأخرى البورات Li2B4O7 والأميد LiNH2 والكربونات Li2CO3 والنترات LiNO3. عند درجات حرارة مرتفعة يتفاعل الهيدروجين والليثيوم ليشكّل الهيدريدات البسيطة مثل هيدريد الليثيوم LiH، والمعقّدة مثل البورهيدريد LiBH4 وهيدريد ألومنيوم الليثيوم LiAlH4. إنّ صابون الليثيوم هو ملح الليثيوم للأحماض الدهنية وله استخدامات في التشحيم.
بالمقابل، يشكّل الليثيوم عدّة مركّبات فلزيّة عضويّة تكون الرابطة فيها بين الليثيوم والكربون رابطة تساهميّة مستقطبة بحيث يحصل فيها على كربانيون. تكون المركّبات الناتجة كواشف كيميائيّة ذات صفات قاعديّة ومحبّة للنواة قويّة. يميل أيون الليثيوم في هذه المركّبات العضويّة إلى التجمّع على شكل عناقيد وتكتّلات ذات تناظر عال، والتي هي صفة في الكاتيونات القلويّة. من مركّبات الليثيوم العضويّة المعروفة هناك ن-بوتيل الليثيوم وثالثي بوتيل الليثيوم وميثيل الليثيوم بالإضافة إلى فينيل الليثيوم. تعدّ أميدات الليثيوم من النمط LiNR2 طائفة أخرى من مركّبات الليثيوم العضويّة، يُعرف منها ثنائي إيزوبروبيل أميد الليثيوم (LDA) ومضاعف (ثلاثي ميثيل سيليل) أميد الليثيوم (LHMDS).

### الكشف عن الليثيوم
بشكل عام، تعطي أملاح الليثيوم عند تعريضها للهب لوناً أحمر قرمزي، ولكن عند حرقها بالكامل فإنّ اللهب يصبح ذو لون فضي. تستخدم هذه الخاصّة في اختبار اللهب للكشف عن الليثيوم. تقع الخطوط الطيفيّة الرئيسيّة المميّزة لليثيوم عند طول موجة مقداره 670.776 و 670.791 نانومتر، في حين أنّ بعض الخطوط الطيفيّة الصغيرة تقع عند 610.3 نانومتر. تستخدم هذه البيانات لتحليل الليثيوم باستخدام القياس الضوئي.
من الصعب الكشف عن الليثيوم بشكل كمّي باستخدام طرق التحليل الكيميائي التقليديّة الرطبة، حيث أنّ معظم أملاح الليثيوم سهلة الانحلال. إحدى الوسائل للقيام بذلك هو إجراء عمليّة ترسيب لملح فوسفات الليثيوم، وذلك من خلال إضافة فوسفات ثنائي الصوديوم Na2HPO4 في وسط قلوي من محلول هيدروكسيد الصوديوم إلى العيّنة المراد تحليلها. بإجراء عملية تسخين يترسّب ملح أبيض من فوسفات الليثيوم في حال وجود أيونات +Li حسب المعادلة:
{\displaystyle \mathrm {3\,Li^{+}+HPO_{4}^{2-}+OH^{-}\rightarrow Li_{3}PO_{4}\downarrow +H_{2}O} }

## الاستخدامات

تقديرات مجالات استخدام الليثيوم عام 2011.
الزجاج والخزف (29%)
صناعة البطاريات (27%)
شحوم التزليق (12%)
السباكة المستمرة (5%)
معالجة الهواء (4%)
صناعة البوليميرات (3%)
إنتاج الألومنيوم (2%)
إنتاج الأدوية (2%)
استخدامات أخرى (16%)

### الزجاج والخزف
يستخدم أكسيد الليثيوم بشكل واسع في مجال صناعة الزجاج كصهارة وذلك من أجل معالجة السيليكا، حيث تعمل على تخفيض درجة انصهار ولزوجة المواد الداخلة في العمليّة، كما تؤدي إلى تزجيج الخزف بخواص فيزيائيّة محسّنة، من ضمنها انخفاض قيمة معامل التمدّد الحراري. يعدّ هذا التطبيق من أكبر استخدامات مركّبات الليثيوم. يستخدم مركّب كربونات الليثيوم كمادّة أوليّة لهذا التطبيق، حيث أنّه يعطي أكسيد الليثيوم إبّان التسخين.

### الإلكترونيّات
في مجال الإلكترونيّات جرى مؤخراً استخدام الليثيوم بشكل كبير في صناعة البطاريّات وذلك إمّا بدخوله في تركيب المحاليل الكهرلية أو في المساري، وذلك لكون قيمة كمون المسرى ونسبة الطاقة إلى الوزن بالنسبة لليثيوم مرتفعة. على سبيل المثال، فإنّ بطارية ليثيوم-أيون يمكن أن تولّد حوالي 3 فولت لكلّ خلية، مقابل 2.1 فولت لبطارية الرصاص أو 1.5 فولت لبطارية زنك-كربون. إنّ بطارية ليثيوم-أيون هي بطاريّات قابلة لإعادة الشحن وذات كثافة طاقة عالية، في حين أن بطارية الليثيوم بشكل عام هي بطاريّات تستخدم لمرة واحدة، يكون فيها الليثيوم أو أحد مركّباته كمصعد. من بطاريّات الليثيوم التي يمكن إعادة شحنها بطارية ليثيوم بوليمر وبطارية فوسفات حديد-ليثيوم.

### شحوم التزليق
من الاستعمالات التي يدخل الليثيوم فيها هو استخدامه في تركيب شحوم التزليق. إنّ هيدروكسيد الليثيوم قاعدة قويّة، عندما تسخّن مع دهن يحدث تفاعل تصبّن ونحصل على صابون الليثيوم. لهذا الصابون خاصّيّة تثخين الزيوت، ولذلك يستخدم في تصنيع شحوم التزليق.

### التعدين
يستخدم الليثيوم في مجال التعدين كمادة دافقة من أجل اللحام العادي وبالقصدير. كما يدخل في صناعة الخزف والمينا المزجج والزجاج. إنّ سبائك فلزّ الليثيوم مع الألومنيوم والكادميوم والنحاس والمنغنيز تستخدم في صناعة أجزاء الطائرات.

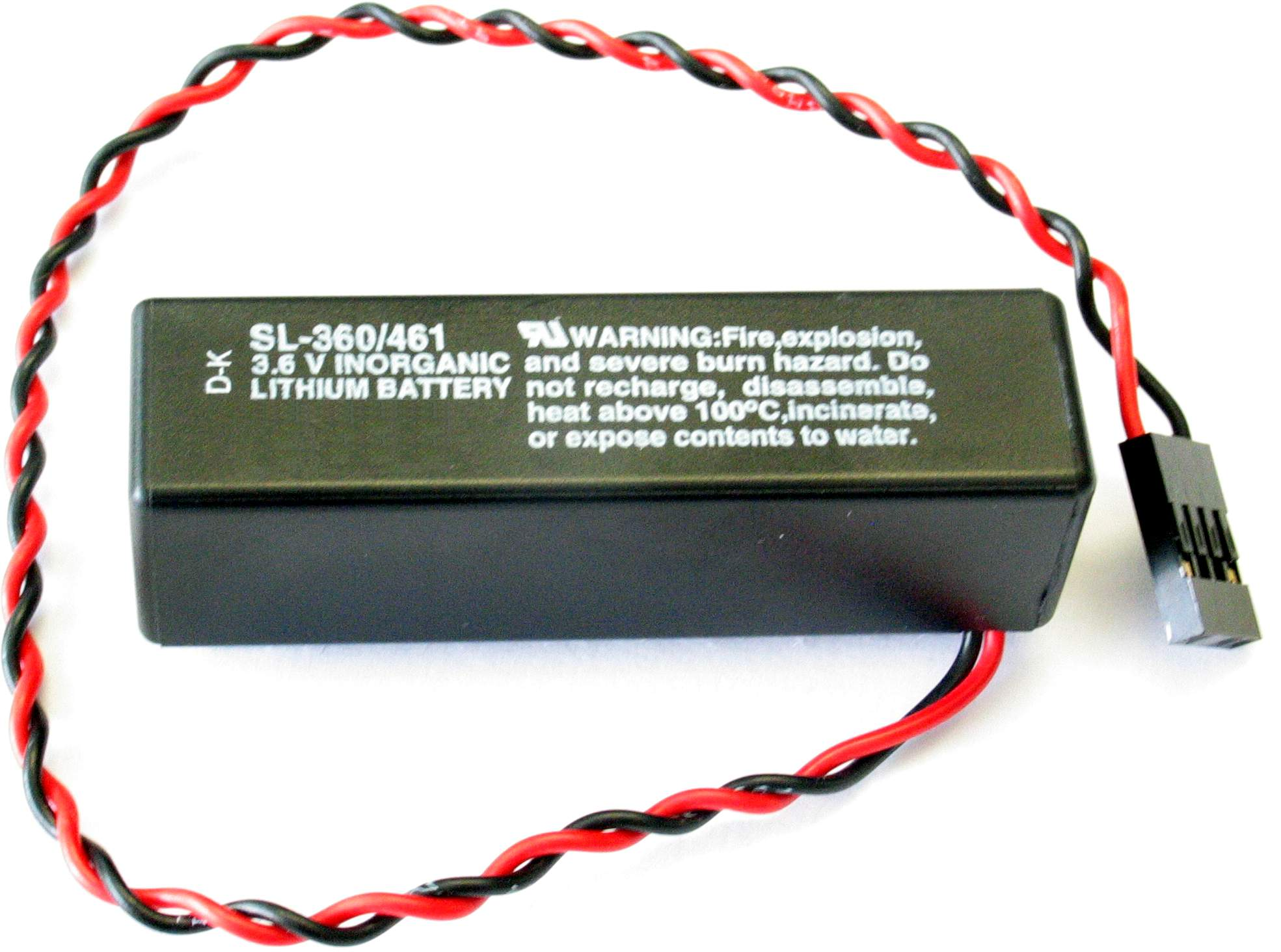
بطاريّة الليثيوم

### العلاج الطبي
يعدّ العلاج بالليثيوم أحد الوسائل لمعالجة مرض الاضطراب ثنائي القطب. كما أنّ أملاح الليثيوم مثل كربونات الليثيوم تستخدم من أجل علاج الاضطراب الفصامي العاطفي والاضطراب الاكتئابي، حيث أنّ أيون الليثيوم +Li هو القسم الفعّال في هذه الأملاح. تجدر الإشارة أنّه على النساء الحوامل تجنّب استخدام هذه الأملاح في العلاج إذ وجد لها علاقة في حدوث تشوّهات قلبيّة للجنين.
تجري الأبحاث حول استخدام الليثيوم كأحد الوسائل لعلاج الصداع العنقودي.

### تطبيقات نوويّة
يستخدم النظير ليثيوم-6 كمصدر لإنتاج التريتيوم وكمادّة من أجل اصطياد النيوترون في الاندماج النووي. يحوي الليثيوم الطبيعي على 7.5% من النظير ليثيوم-6، والذي أنتجت كمّيّات كبيرة منه باستخدام تقنيّة فصل النظائر من أجل الاستخدام في صناعة الأسلحة النوويّة. بالمقابل، فإنّ النظير ليثيوم-7 له أهمّيّة لاستخدامه كمادّة تبريد في المفاعلات النوويّة.

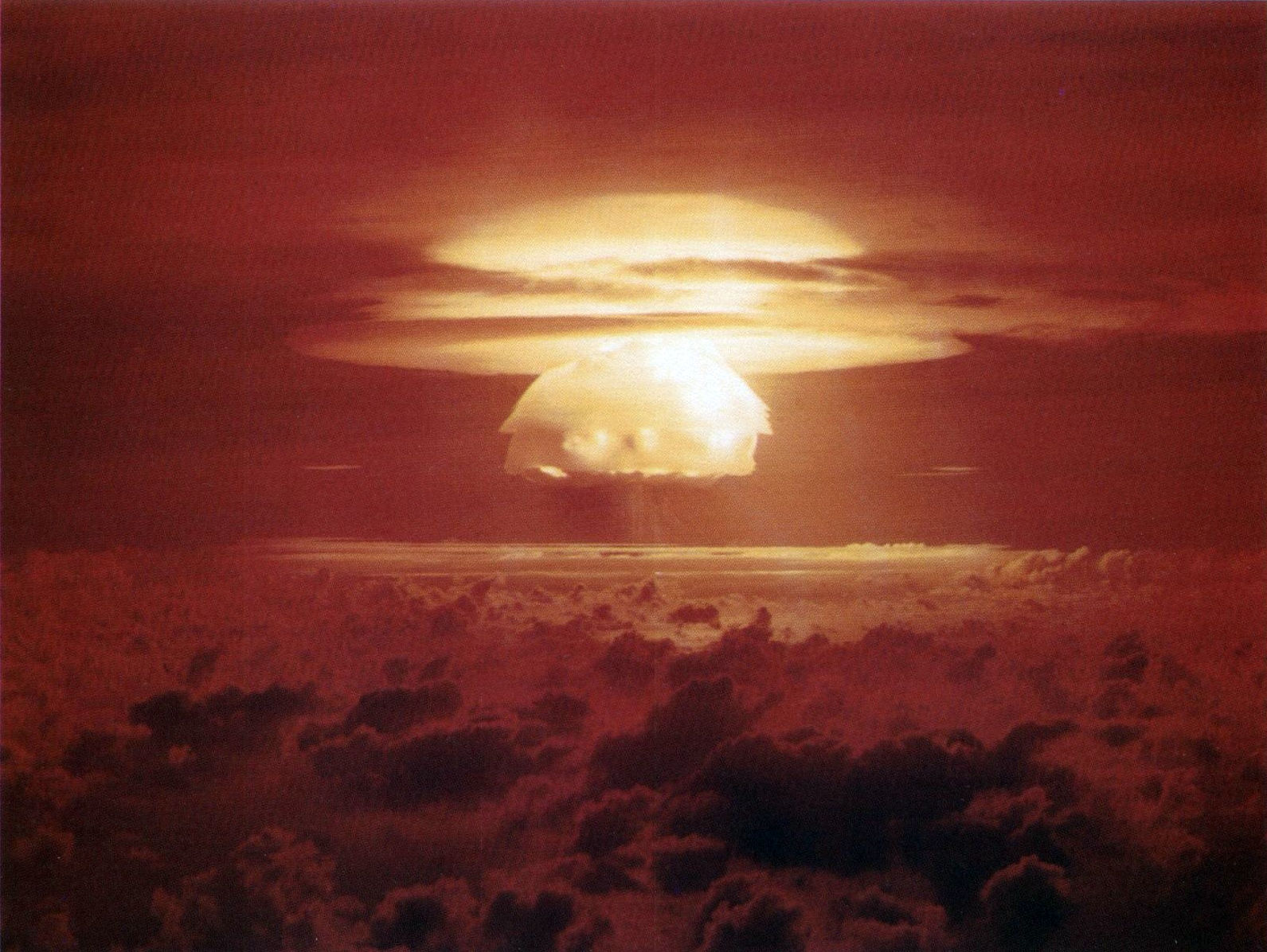
استخدم ديوتيريد الليثيوم كوقود في اختبار القنبلة الهيدروجينيّة الأمريكيّة، والتي كان لها الاسم المستعار Castle Bravo.

استخدم دويتيريد الليثيوم (LiD، وهو مركّب يحلّ فيه الديوتيريوم مكان الهيدروجين في هيدريد الليثيوم) كوقود في النسخ الأولى من القنبلة الهيدروجينيّة. عند قذف الليثيوم بالنيوترونات فإنّ كلّ من النظيرين 6Li و 7Li ينتجان التريتيوم، والذي يتّحد مع الديوتيريوم في تفاعل اندماج نووي. لا يزال الليثيوم-6 له تطبيقات في مجال الأسلحة النوويّة.
يدرس مستقبلاً إمكانيّة استخدام الليثيوم لإنتاج التريتيوم من أجل توليد الطاقة بالاندماج وذلك في مفاعلات الاندماج بالحصر المغناطيسي. ينتج التريتيوم من تفاعل النيوترونات الموجودة في البلازما مع غطاء المفاعل الحاوي على الليثيوم حسب التفاعل:
{\displaystyle \mathrm {\,_{3}^{6}Li+n\rightarrow \,_{2}^{4}He+\,_{1}^{3}H} }
كما يستخدم الليثيوم كمصدر لجسيمات ألفا، وذلك من قذف نوى النظير ليثيوم-7 7Li بالبروتونات المسرّعة، حيث يتشكّل بيريليوم-8 8Be والذي يخضع بدوره إلى تفاعل انشطار ليعطي جسيمتي ألفا. كان هذا التفاعل من أوائل التفاعلات النوويّة المحضّرة اصطناعيّاً، والتي جرى تحضيرها لأوّل مرّة عام 1932 من قبل جون كوكروفت وإيرنست والتون.
يدخل مركّب فلوريد الليثيوم عندما يخصّب بالنظير ليثيوم-7 في تركيب المزيج الفلوريدي الملحي LiF-BeF2 وذلك مع فلوريد البيريليوم، والمستخدم في مفاعلات الملح المنصهر. يعود اختيار فلوريد الليثيوم إلى الثباتيّة العالية للمركّب، ولكون المزيج LiF-BeF2 ذو نقطة انصهار منخفضة. بالإضافة إلى ذلك، فإنّ كلّ من 7Li و Be و F تعدّ من النويدات التي لها مقطع نيوتروني منخفض بحيث أنّها لا تؤثّر على تفاعل الانشطار داخل المفاعل.

### تطبيقات كيميائيّة وصناعيّة مختلفة

#### التقانة الناريّة
نظراً للون القرمزي الذي يمنح الليثيوم للهب عند احتراقه، فإنّ مركّبات الليثيوم تستخدم في صناعة الألعاب النارية والمواد المتوهجة.

#### معالجة الهواء
إنّ كلوريد الليثيوم وبروميد الليثيوم مركّبات شرهة للماء تسحب الماء من الوسط المحيط حولها، لذلك تستخدم كمجفّفات للتيّارات الغازيّة. تستخدم أملاح هيدروكسيد الليثيوم وفوق أكسيد الليثيوم في الأماكن المغلقة مثل المركبات الفضائيّة والغوّاصات من أجل إزالة غاز ثنائي أكسيد الكربون ولتنقية الهواء. يمتصّ هيدروكسيد الليثيوم غاز CO2 من الهواء حيث تتشكّل الكربونات. لا يقوم فوق أكسيد الليثيوم بامتصاص غاز ثنائي أكسيد الكربون فحسب، ولكنّه يحرّر غاز الأكسجين  حسب التفاعل:
{\displaystyle \mathrm {2\ Li_{2}O_{2}+2\ CO_{2}\longrightarrow 2\ Li_{2}CO_{3}+O_{2}} }
تستخدم أملاح الليثيوم المذكورة بالإضافة إلى فوق كلورات الليثيوم في تركيب مولّدات الأكسجين الكيميائية التي تزوّد الغوّاصات بغاز الأكسجين.

#### البصريّات
إنّ فلوريد الليثيوم مادّة شفّافة صافية والتي تستخدم في صناعة المواد البصريّة كالعدسات في أجهزة الأشعة تحت الحمراء وفوق البنفسجيّة. تتميّز هذه المادّة بأن قرينة الانكسار لها منخفضة، وأنّ لها أبعد مدى انتقال في مجال الأشعة فوق البنفسجية. يدخل فلوريد الليثيوم أيضاً في تركيب عدسات المقاريب.
يستخدم مسحوق فلوريد الليثيوم الناعم في مقياس الجرعة الحراري الضوئي (TLD)، حيث أنّه في حال تعرّض مادّة للإشعاع يحدث تراكم للعيوب البلوريّة، وعندما تسخّن البلّورة فإنّ هذه العيوب تحلّ عن طريق إطلاق إشعاع ذو لون مزرقّ تكون شدّته متناسبة مع جرعة الطاقة الممتصة، مما يمكّن من تعيينها كمّيّاً.
إنّ الصفات اللاخطية العالية لمركّب نيوبات الليثيوم تجعله مستخدماً في مجال البصريّات اللاخطية، وذلك على شكل متذبذب بلوري في الهواتف المحمولة وفي المضمّنات البصريّة.

#### الكيمياء العضوية والبوليميرات

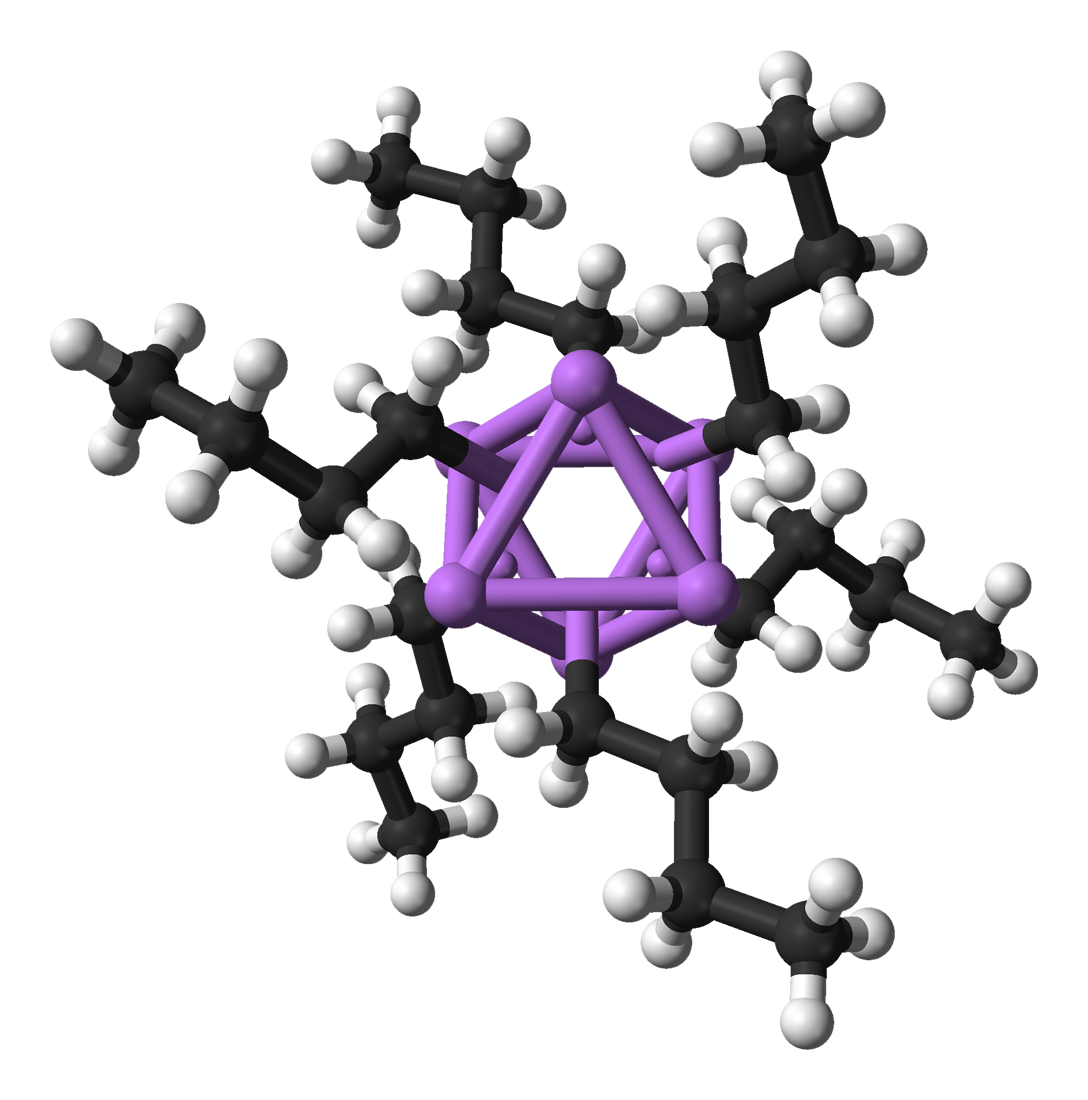
مركب ن-بوتيل الليثيوم، أحد مركبات الليثيوم العضويّة.

تستخدم مركّبات الليثيوم العضويّة، التي تحضّر من تفاعل فلزّ الليثيوم مع هاليدات الألكيل، بكثرة في مجال صناعة البوليميرات وفي اصطناع المركبات العضويّة المعقّدة. في صناعة البوليميرات، تستخدم مركبات ألكيل الليثيوم كحفازات وكبادئات جذريّة. كما تستخدم في تفاعلات البلمرة بالإضافة الأنيونيّة للأوليفينات البسيطة غير الحاوية على مجموعات وظيفيّة.
في مجال اصطناع الكيمياويات المعقّدة، تستخدم مركّبات الليثيوم العضويّة كمركّبات قاعديّة قويّة وككواشف لتحضير روابط كربون-كربون.

#### تطبيقات عسكريّة
يستخدم فلز الليثيوم ومركبات الهيدريد المعقّدة مثل هيدريد ألومنيوم الليثيوم [Li[AlH4 كمواد ذات طاقة عالية تضاف إلى وقود الصواريخ. كما يمكن لهيدريد الومنيوم الليثيوم أن يكون كوقود صلب.
إنّ طربيد مارك-50 Mark 50 Torpedo يعتمد على نظام الدفع بالطاقة الكيميائيّة المخزّنة (SCEPS)، بحيث يوجد خزّان صغير من سداسي فلوريد الكبريت والذي يرشّ على قطع من الليثيوم الصلب. إنّ التفاعل الناتج يولّد حرارة تنتج بخاراً، والذي يدفع الطربيد، وذلك في دورة رانكن مغلقة.

## المخاطر
إنّ استنشاق غبار الليثيوم أو مركّباته يسبّب تهييج في الأنف والحنجرة، وعند التعرّض لتراكيز مرتفعة يمكن أن يؤدي ذلك إلى تشكّل سائل في الرئة، والذي يمكن أن ينتهي بحدوث وذمة الرئة. يجب الانتباه إلى عدم تعرّض الجلد إلى الليثيوم الفلزّي حيث أنّه يشكّل هيدروكسيد الليثيوم المخرّش عند التعرّض للرطوبة، لذلك ينبغي حفظه في وسط من مادّة غير فعّآلة مثل النافثا.
عند درجات حرارة مرتفعة تتجاوز 190 °س فإنّ الليثيوم الفلزّي يشكّل الأكسيد عند التماس مع الهواء. في وسط من الأكسجين فإنّ الليثيوم يشتعل تلقائيّاً بدءاً من 100 °س. في وسط من النيتروجين يتفاعل الليثيوم أوّلاً عند درجات حرارة مرتفعة ليشكّل النتريد. عند التماس مع مواد حاوية على الأكسجين أو الهالوجين فإنّ الليثيوم يمكن أن يتفاعل بشكل انفجاري.
في حال حدوث حرائق فإنّ الليثيوم يتفاعل مع مطفئات الحريق التقليدية كالماء أو ثنائي أكسيد الكربون أو النيتروجين وذلك بشكل ناشر للحرارة، لذلك ينبغي إطفاء حرائق الليثيوم باستخدام غازات خاملة مثل الآرغون أو بعض وسائل مكافحة حرائق الفلزّات بمطافئ حريق خاصّة (Class D) الحاوية على مسحوق النحاس أو باستخدام الرمل أو الملح.

## اقرأ أيضاً
- ثنائي الليثيوم
- علاج بالليثيوم
- بطارية الليثيوم
- بطارية ليثيوم-أيون
- بطارية ليثيوم-هواء

## وصلات خارجية
- www.webelements.com